# عزلة بني مهدي (الحديدة)

تعديل مصدري - تعديل

عزلة بني مهدي هي إحدى عزل مديرية القناوص في محافظة الحديدة اليمنية ويبلغ تعداد سكانها 8594 نسمة حسب التعداد السكاني في اليمن لعام 2004.